# Kóšó
Kóšó byl v pořadí 5. japonským císařem podle tradičního seznamu vládců Země vycházejícího slunce.
Narodil se roku 505 př. n. l. japonskému císaři Itokuovi a jeho manželce Amatoyotsu-hime no mikoto, která byla Itokuova neteř. Kóšó nastoupil na trůn roku 475 př. n. l., když mu bylo 32 let. Zemřel roku 393 př. n. l., bylo mu 114 let a vládl 82 let.
Kóšó měl dva syny. První byl Kóan, který po Kóšóvi nastoupil na japonský trůn. Druhý byl Ametarashihiko Kunioshihito No Mikoto.